# جنك تركي

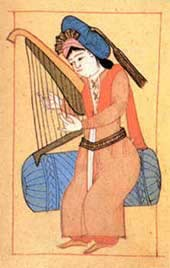
منمنمة لجنك عثماني

كانت آلة الجَنْك التركية (بالتركية: Çeng)‏ آلةً عثمانيةً شعبيةً حتى الربع الأخير من القرن السابع عشر.
يُعتقد أن أصل الجنك العثماني هو آلة تظهر في الألواح الآشورية القديمة. بينما تظهر آلة مماثلة أيضًا في الرسومات المصرية.
ينتمي الجنك التركي إلى عائلة الآلات المعروفة في علم الآلات الموسيقية باسم "الجُنُوك المفتوحة" (Open harps)، والتي تنقسم أيضًا إلى "الجُنُوك المقوّسة" و"الجنوك المربعة". ينتمي الجنك التركي إلى المجموعتين الأخيرتين.